# Jebengplampitan
Jebengplampitan is een bestuurslaag in het regentschap Wonosobo van de provincie Midden-Java, Indonesië. Jebengplampitan telt 1462 inwoners (volkstelling 2010).